# Célula efectora
Una célula efectora es cualquiera de los diversos tipos de células que responden activamente a un estímulo y producen algún cambio (lo provoca). 
Algunos ejemplos de células efectoras incluyen: 
- El músculo, la glándula o la célula capaz de responder a un estímulo en el extremo terminal de una fibra nerviosa eferente.
- Células de plasma, una célula B efectora en el sistema inmunológico.
- Células efectoras T, células T que responden activamente a un estímulo.
- Células asesinas inducidas por citoquinas, células efectoras citotóxicas altamente productivas que son capaces de lisar células tumorales[1]
- Microglía, una célula efectora glial que reconstruye el sistema nervioso central después de un trasplante de médula ósea[2]
- Fibroblasto, una célula que se encuentra más comúnmente en el tejido conectivo[3]
- Mastocito, la principal célula efectora involucrada en el desarrollo del asma[4]

## Células asesinas inducidas por citocinas como células efectoras
Como una célula efectora, las células asesinas inducidas por citocinas pueden reconocer células infectadas o malignas incluso cuando los anticuerpos y MHC no están disponibles. Esto permite una rápida reacción inmune. Las células asesinas inducidas por citocinas son importantes porque las células dañinas que no contienen MHC no pueden ser rastreadas y eliminadas por otras células inmunitarias. Las células CIK se están estudiando intensamente como un posible tratamiento terapéutico para el cáncer y otros tipos de infecciones virales. Las células CIK responden a las linfocinas lisando células tumorales que son resistentes a las células NK o a la actividad de las células LAK. Las células CIK muestran una gran cantidad de potencial citotóxico contra diversos tipos de tumores. Los efectos secundarios de las células CIK también se consideran muy menores. En algunos casos, el tratamiento con células CIK condujo a la desaparición completa de las cargas tumorales, a los períodos prolongados de supervivencia y a la mejora de la calidad de vida, incluso si las células tumorales cancerosas se encontraban en estadios avanzados. En este momento, el mecanismo exacto de reconocimiento de tumores en las células CIK no se entiende completamente. 

## Fibroblastos como células efectoras
Los fibroblastos son tipos de células que forman la matriz extracelular y el colágeno. Los fibroblastos son los tejidos conectivos más comunes en los animales. Tienen un citoplasma ramificado que rodea su núcleo, que contiene dos o más nucleolos. Desempeñan un papel clave al responder a una lesión tisular. Inician la inflamación en presencia de microorganismos extraños. Los receptores que se encuentran en la superficie de los fibroblastos regulan las células hematopoyéticas, inician la síntesis de quimioquinas y proporcionan una vía que permite a las células inmunitarias regular las células de los fibroblastos. Los fibroblastos también se conocen como mediadores de tumores. Suprimen el tumor como respuesta inflamatoria.[cita requerida]

## Microglía como células efectoras
Las microglías se encuentran en todo el cerebro y la médula espinal. Son la primera línea de defensa inmune en el SNC. Las microglias son de suma importancia en el mantenimiento del cerebro. Buscan constantemente alrededor del SNC en busca de cualquier tipo de placas, neuronas dañadas e infecciones. Las microglia son formas extremadamente sensibles de células efectoras, ya que deben estar lo suficientemente alertas como para enfrentar posibles daños que pueden poner en peligro la vida. Esta sensibilidad es causada por formas únicas de canales de potasio. La microglía siempre debe ser capaz de reconocer cualquier cuerpo extraño, engullirlo y activar las células T. La microglia se puede encontrar en una variedad de diferentes formas y tamaños, según la ubicación donde se encuentran. La gran cantidad de formas son necesarias para que la microglía lleve a cabo su función principal. La microglía se distingue de los macrófagos debido a su capacidad de transformación, lo que les permite proteger el SNC en períodos de tiempo relativamente cortos. La microglía adquiere un fenotipo único cuando detecta señales químicas locales. La microglía tiene una variedad de funciones diferentes requeridas para mantener la homeostasis en el cuerpo del huésped. 

## Mastocito como células efectoras
Un mastocito es un glóbulo blanco. Los mastocitos son células protectoras que intervienen en la curación de heridas y en la función de la barrera hematoencefálica. Los mastocitos son muy similares a los basófilos, y los mastocitos una vez se confundieron con ellos. Está comprobado que las dos células tienen linajes diferentes. Los mastocitos responden a los parásitos patógenos a través de la señalización de inmunoglobulina E. Estas células juegan un papel en el proceso inflamatorio. Pueden liberar cantidades selectivas o cantidades rápidas de compuestos que inducen la inflamación de los gránulos. Los mastocitos están inactivos durante las reacciones alérgicas a menos que un alérgeno se una a la inmunoglobina E. 